# Shanda's River
Shanda's River è un film horror del 2018, diretto da Marco Rosson e sceneggiato da Nicola Pizzi.

## Trama
Emma è una docente universitaria statunitense che conduce studi sulle donne condannate per stregoneria, fenomeno da lei considerato come un insieme di femminicidi. La donna viene accolta da Giulia, organizzatrice di un tour presso il torrente presso cui secoli prima venne annegata la presunta strega Shanda. Giulia le offre del vino prodotto dalla sua famiglia, la accompagna presso una camera d'albergo che ha prenotato per lei e il giorno dopo la sveglia per portarla nel tour previsto. Nel viaggio viene coinvolto anche Daniel, un giornalista investigativo che sta seguendo una pista riguardante alcuni omicidi rituali avvenuti in siti archeologici italiani. Durante il viaggio, l'automobile di Sara ha un guasto: i tre vengono sorpresi dai membri di una setta, i quali finiscono per uccidere orribilmente prima Daniel e poi Emma; prima di assassinare la donna, uno dei membri della setta recita il detto latino homo homini lupus.
Emma si risveglia in albergo, convinta di aver sognato tutto a causa del vino offertole da Giulia. Gli eventi del giorno precedente si ripetono in maniera identica, fino ad arrivare al duplice omicidio: Emma si risveglia quindi in albergo, rifiutandosi questa volta di prendere parte al tour. La donna viene tuttavia attaccata dai cultisti, i quali la uccidono di nuovo ripetendo la medesima formula. Qualsiasi variazioni Emma applichi, che sia combattere contro i cultisti, diventare lei stessa assassina di GIulia o provare a raggiungere il fiume presso cui fu uccisa Shanda, il finale è sempre lo stesso. Prima di svegliarsi ogni mattina, Emma vede inoltre Shanda nei suoi sogni. Durante una di queste giornate, Emma fa delle ricerche online, scoprendo il significato di un simbolo che ha visto più volte prima di morire: si tratta del simbolo dei redivivi, una setta capace di intrappolare le vittime in un loop temporale fatto di morte e sofferenza.
Uccisa di nuovo da un cultista, nella giornata successiva Emma si presenta da Daniel, che in questa linea temporale non l'ha mai conosciuta. La donna riesce a conquistare la sua fiducia ed a farsi raccontare tutto ciò che sa sui redivivi: in questo modo capisce di doversi recare al fiume di Shanda per affrontare definitivamente i redivivi in una lotta che potrebbe portare alla sua salvezza o alla morte definitiva. Emma e Daniel si abbandonano a una notte di passione; al risveglio i due vengono raggiunti dai cultisti ed Emma si suicida. Al risveglio, la donna raggiunge immediatamente il fiume rubando la macchina di Giulia: prima di arrivare al fiume la donna incide un messaggio su un registratore affinché Daniel possa ritrovare una prova della sua vicenda e pubblicarla su YouTube. Una volta arrivata al fiume, Emmai si imbatte in tre cultisti, uno dei quali è proprio Giulia. 
La donna le rivela di essere la discendente di una dinastia di cacciatori di streghe i quali erano riusciti a impadronirsi di una stregoneria e che avevano iniziato ad utilizzarla contro le streghe stesse. Giulia rivela ad Emma che lei è in realtà una strega ignara della sua stessa natura: la sua carriera professionale è stata determinata proprio dalla sua natura. La donna le offre di unirsi a loro, e di rinascere dunque cultista, o di accettare la sua morte: Emma decide di lottare contro i cultisti e loro sembrano riuscire ad ucciderla. La morte di Emma scatena tuttavia il potere di Shenda, che le dà la possibilità di resuscitare dotata di poteri sovrannaturali: la strega finisce dunque per uccidere tutti e tre i suoi aguzzini. Il giorno dopo Daniel viene interrogato da un poliziotto sul ritrovamento del corpo di Giulia e sull'identità di Emma, che tuttavia in questa linea temporale è per lui una completa sconosciuta. Il poliziotto, fortemente ostile a Daniel, gli rivela inavvertitamente informazioni che lo conducono dritto sulla scena del crimine. Qui il giornalista trova il registratore di Emma: se ne impossessa con lo scopo di pubblicare immediatamente la storia.

## Distribuzione
In Italia il film è stato distribuito direttamente per i mercati home video e on demand.

## Accoglienza
Ilaria Dall'Ara di Nocturno assegna al film 3 stelle su 5 affermando: "la storia è tecnicamente ben confezionata, soprattutto considerando il budget irrisorio per un film ultra indipendente [...] con l’utilizzo di trucchi ed effetti speciali artigianali curati con maestria".